# В'язкопружність
В'язкопру́жність (рос. вязкоупругость; англ. viscoelasticity; нім. viskose Elastizität f, Viskoelastizität f) — реологічна властивість аморфних в'язкоплинних полімерів, які по відношенню до раптових і короткотривалих сил поводяться як в'язка рідина, показуючи зростаючу з часом деформацію; наявність В. зумовлює набагато швидший перебіг релаксації, ніж в типових твердих тілах, але повільніший, ніж в типових рідинах.
Див. В'язкоеластичність